# Sigmoria stenoloba
Sigmoria stenoloba är en mångfotingart som beskrevs av Shelley 1981. Sigmoria stenoloba ingår i släktet Sigmoria och familjen Xystodesmidae. Inga underarter finns listade i Catalogue of Life.